# Gruiten

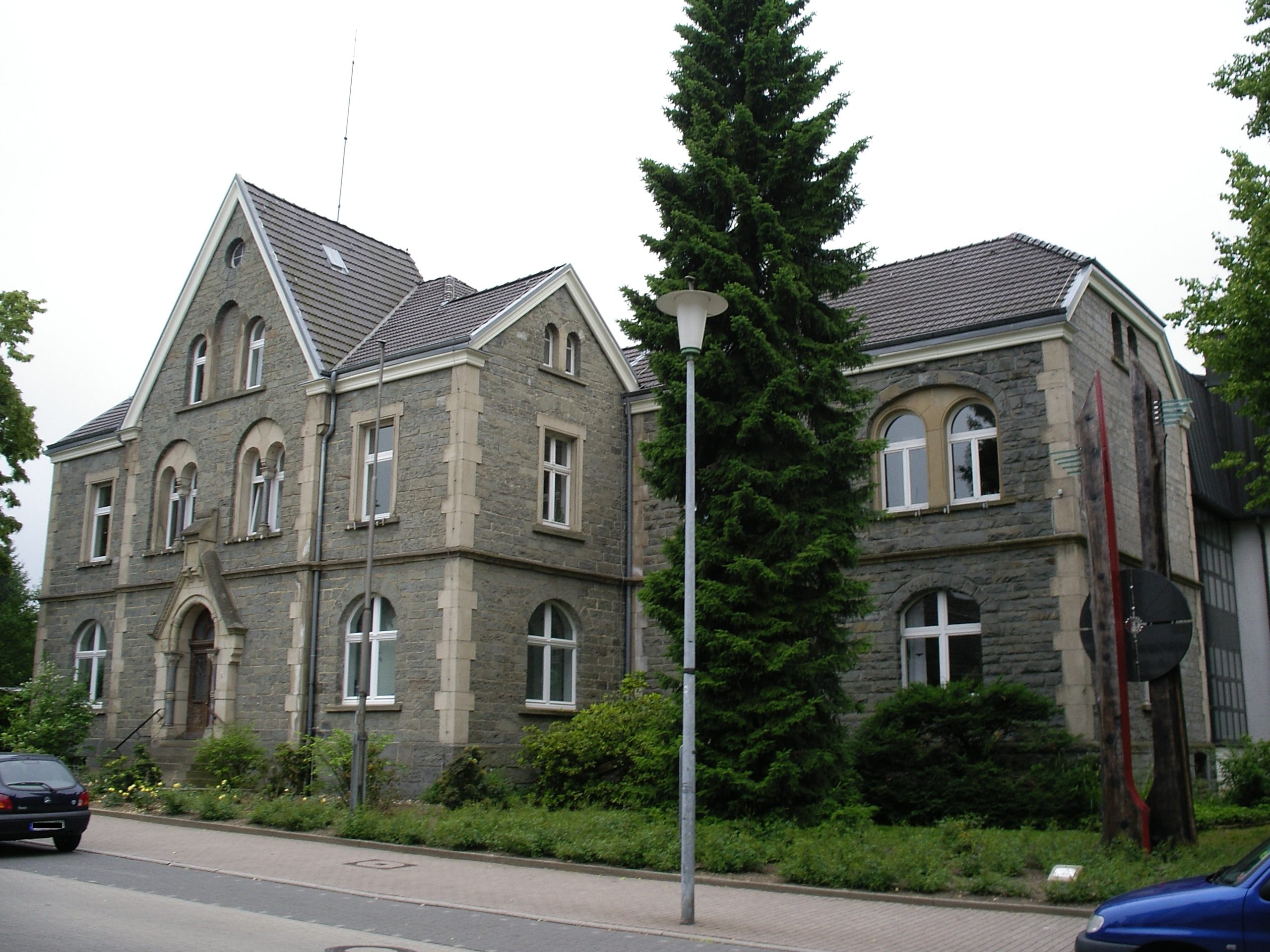
Ehemaliges Rathaus der Amtsverwaltung Gruiten von 1897 bis 1975

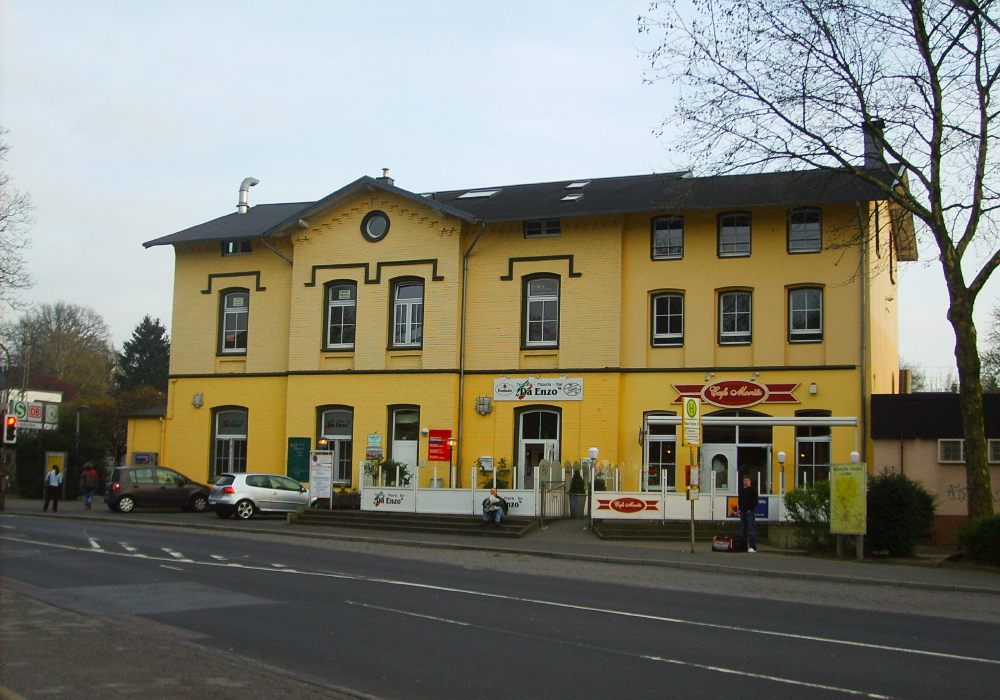
Ehemaliges Empfangsgebäude des Bahnhofs Haan-Gruiten

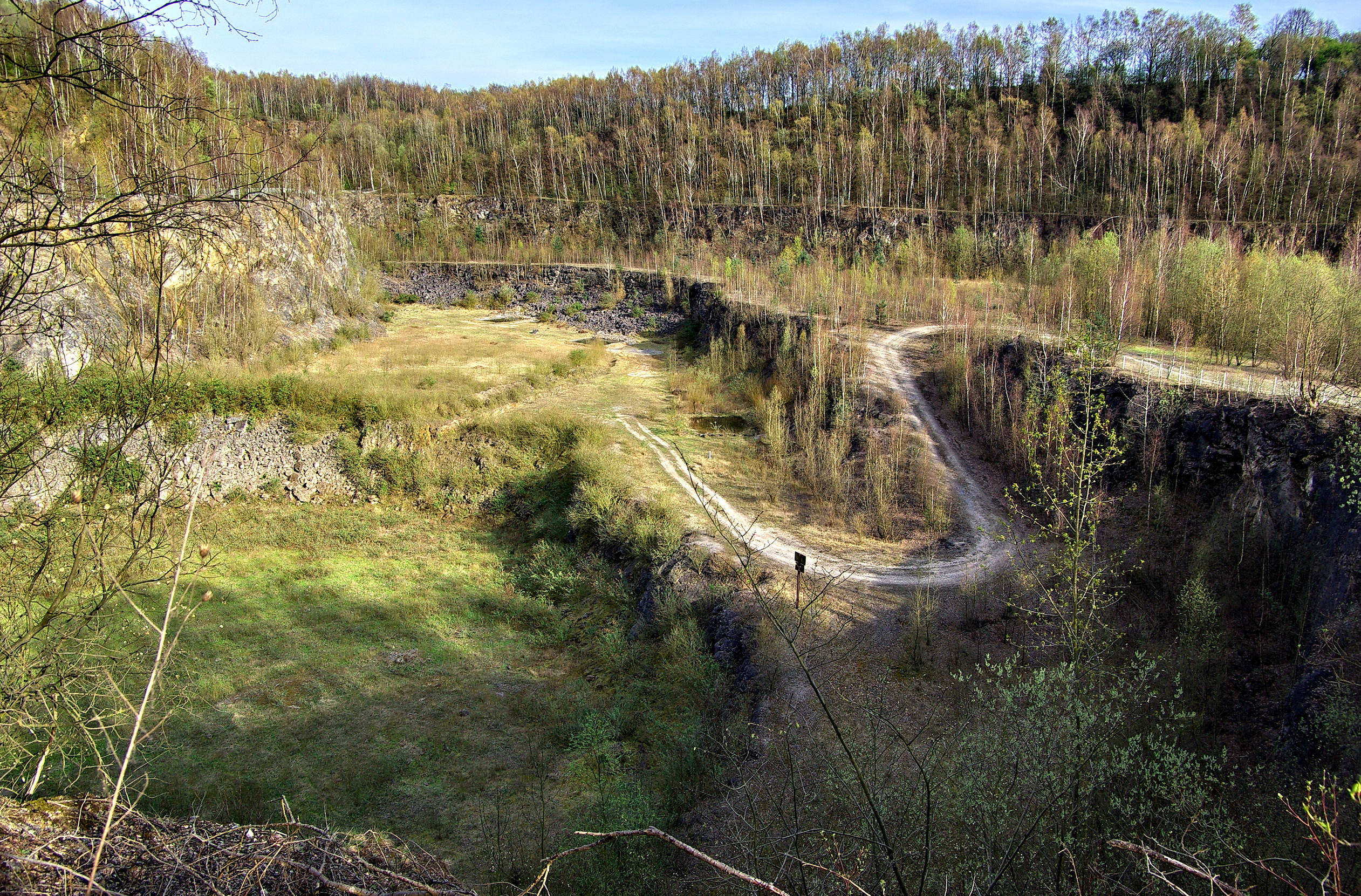
Ehemaliger Kalksteintagebau „Grube 7“

Gruiten ([ˈgʁyːtən]; vgl. dazu die Angaben zur Lautverschiebung durch ein Dehnungs-i in Rheinischen Ortsnamen, wie z. B. Duisburg) ist ein Stadtteil der Stadt Haan im Kreis Mettmann im Land Nordrhein-Westfalen, hat ungefähr 6000 Einwohner und liegt 159 m ü. NN.
Gruiten besteht aus Gruiten-Dorf und Gruiten, wo das neue Ortszentrum, das ehemalige Rathaus und der Bahnhof liegen. Durch Gruiten-Dorf fließt die Düssel, die hier Zufluss durch die Kleine Düssel erhält.

## Wappen
Auf dem Wappen der Gemeinde Gruiten ist als Symbol für den Kalkabbau eine nach links ansteigende natürliche Felswand zu sehen, neben der rechts eine silberne, aufgerichtete Spitzhacke mit goldenem Stiel schwebt.

## Geschichte
Die Entstehung der Siedlung wird auf die Zeit um das Jahr 1000 datiert. Über die Herkunft des Namens gibt es nur Vermutungen. Er soll auf den Ursprung und die Beschaffenheit der Bodenverhältnisse hinweisen, beispielsweise auf Sand, Kies, Steingeröll und Kalk.

### 19. und 20. Jahrhundert
1806 gerieten die Honschaften Haan, Ellscheid, Millrath (heute zu Erkrath), Gruiten, Schöller und Sonnborn (beide heute zu Wuppertal) unter französische Herrschaft und wurden zur Mairie Haan vereinigt. 1815 wurde diese Verwaltungseinheit unter preußische Verwaltung gestellt und zur Bürgermeisterei Haan umgewidmet.
1894 schied Haan aus dem Verband aus, weil die Gemeinde Stadtrechte anstrebte, und Millrath, Gruiten und Schöller bildeten die Bürgermeisterei Gruiten, die 1927 in das Amt Gruiten umgewandelt wurde. Ab 1929 gehörte die Bürgermeisterei zum Kreis Düsseldorf-Mettmann, sie bestand bis 1975.
Seit der Eingemeindung von Gruiten nach Haan am 1. Januar 1975 wird das Rathaus nicht mehr benötigt; heute wird es vom Bergisch-Rheinischen Wasserverband genutzt.
Von 1930 bis 1952 verkehrte zwischen Mettmann und Gruiten der Fahrdrahtbus Mettmann–Gruiten, der erste neuzeitliche Oberleitungsbus Deutschlands.
1945, am Ende des Zweiten Weltkriegs, konnte die Zerstörung des Orts durch kampflose Übergabe an die US-amerikanischen Truppen vermieden werden. Verantwortlich dafür war der deutsche Bataillonsführer Johannes Baczewski.

### Kalkabbau
Im wirtschaftlichen Mittelpunkt stand über Jahrhunderte der Kalkabbau. Kleinere Gruben und Steinbrüche sind heute noch klar in der Landschaft und im Düsseltal zu erkennen. Unübersehbar ist die Grube 7, die bis Ende der 1960er Jahre genutzt wurde. Heute ist die Grube 7 ein Naturschutz- und Naherholungsgebiet. Zunächst mit einer Werkbahn, später einer Seilbahn und zum Schluss auf einer eigens gebauten Werkstraße wurde der Dolomitstein zum Kalkwerk in der Nähe des Bahnhofs transportiert. Als markantes Überbleibsel aus dieser Zeit gilt der „Puderberg“, ein künstlicher Hügel aus Staub, Erde und Steinen direkt an den Gleisen nach Hochdahl-Millrath.
Die einstige Bedeutung des Kalkabbaus für Gruiten hat viele weitere Spuren hinterlassen. So bestehen viele Gebäude in Gruiten ganz oder teilweise aus behauenem Dolomit (kalkhaltiges Gestein).

### Eingemeindungen
- Am 1. April 1894 wurde die Gemeinde Obgruiten nach Gruiten eingemeindet. Die Haaner Wohnplätze Simonshöfchen, Ölbers, Linden und zwei kleinere Gebiete wurden nach Gruiten umgemeindet.[3]
- Am 1. August 1929 wurde der Gruitener (bis 1894 Haaner) Wohnplatz Simonshöfchen nach Barmen-Elberfeld umgemeindet.[3]
- Am 15. Mai 1930 wurden die Haaner Wohnplätze Klappmütze (Ellscheid) und Bücherberg sowie der Millrather Wohnplatz Frinsberg nach Gruiten umgemeindet.[3]
- Am 1. Januar 1975 wurde im Zuge der kommunalen Neugliederung in Nordrhein-Westfalen Gruiten nach Haan eingemeindet.[4]

## Sehenswürdigkeiten
Der Ortsteil Gruiten-Dorf mit seinen gut erhaltenen Fachwerkhäusern stellt die größte intakte historische Siedlung auf Haaner Stadtgebiet dar. Auf dem Friedhof hat sich der romanische alte Kirchturm erhalten.
Ältestes Wohnhaus ist das „Haus am Quall“, von dem zumindest ein Gebäudetrakt auf das 14. Jahrhundert zurückdatiert werden kann. Es war ursprünglich Teil eines Hofes am Quall. 1978–1980 wurde es rekonstruiert und neu aufgebaut und heute für Feiern, Lehr- und Informationsveranstaltungen genutzt.
Die evangelisch-reformierte Kirche aus dem Jahr 1721 in dem Ensemble mit Predigthaus (1682) und Altem Pfarrhaus (1764) und der verbliebene Kirchturm der alten Wehrkirche auf dem katholischen Friedhof (Ende 12. Jahrhundert) lassen neben den traditionellen Wohnhäusern nacherleben, wie die bergischen Dörfer früher aussahen. Die römisch-katholische St.-Nikolaus-Kirche stammt aus dem Jahr 1879.

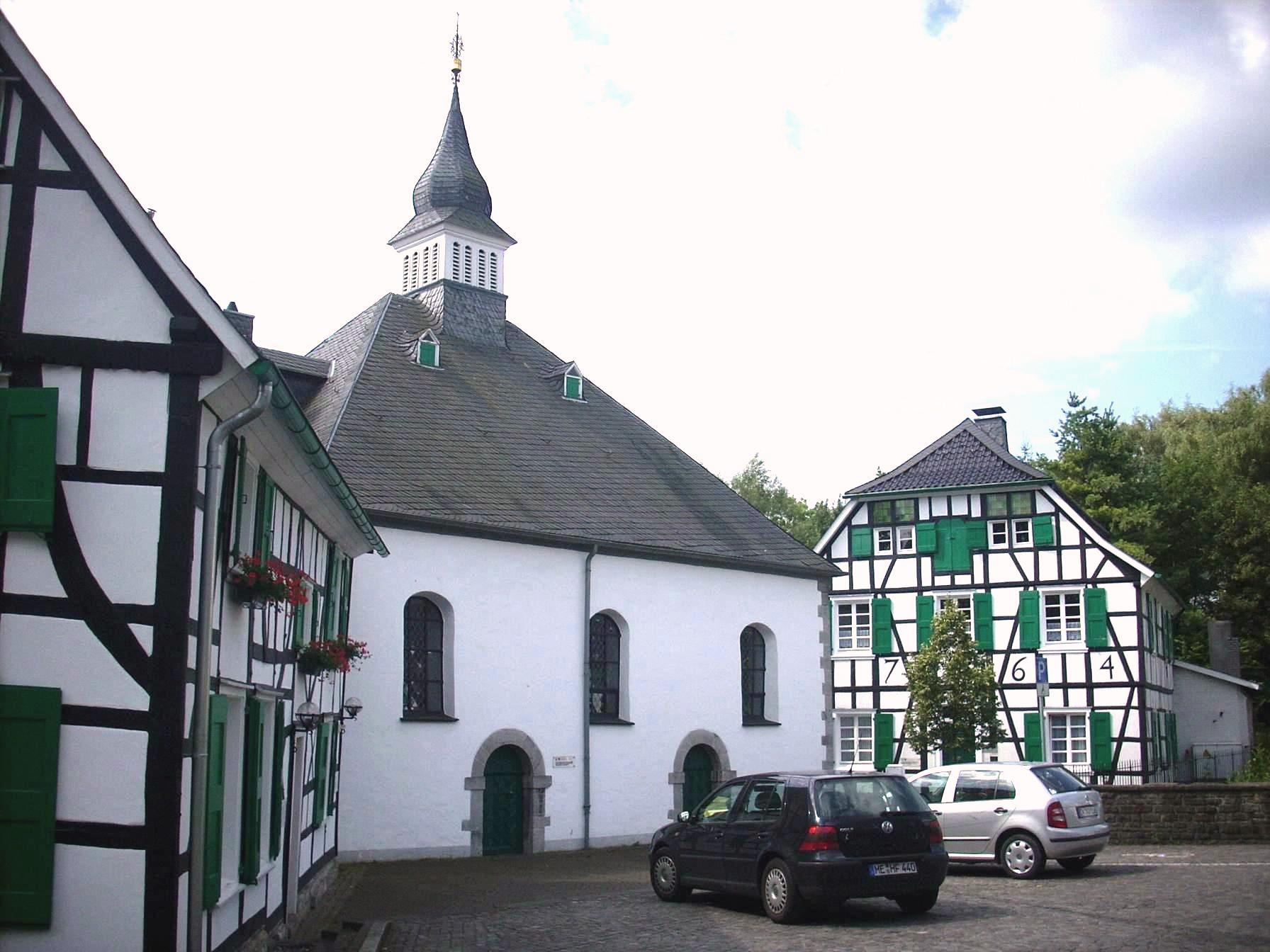
Ev.-ref. Kirche mit Predigthaus und Pfarrhaus
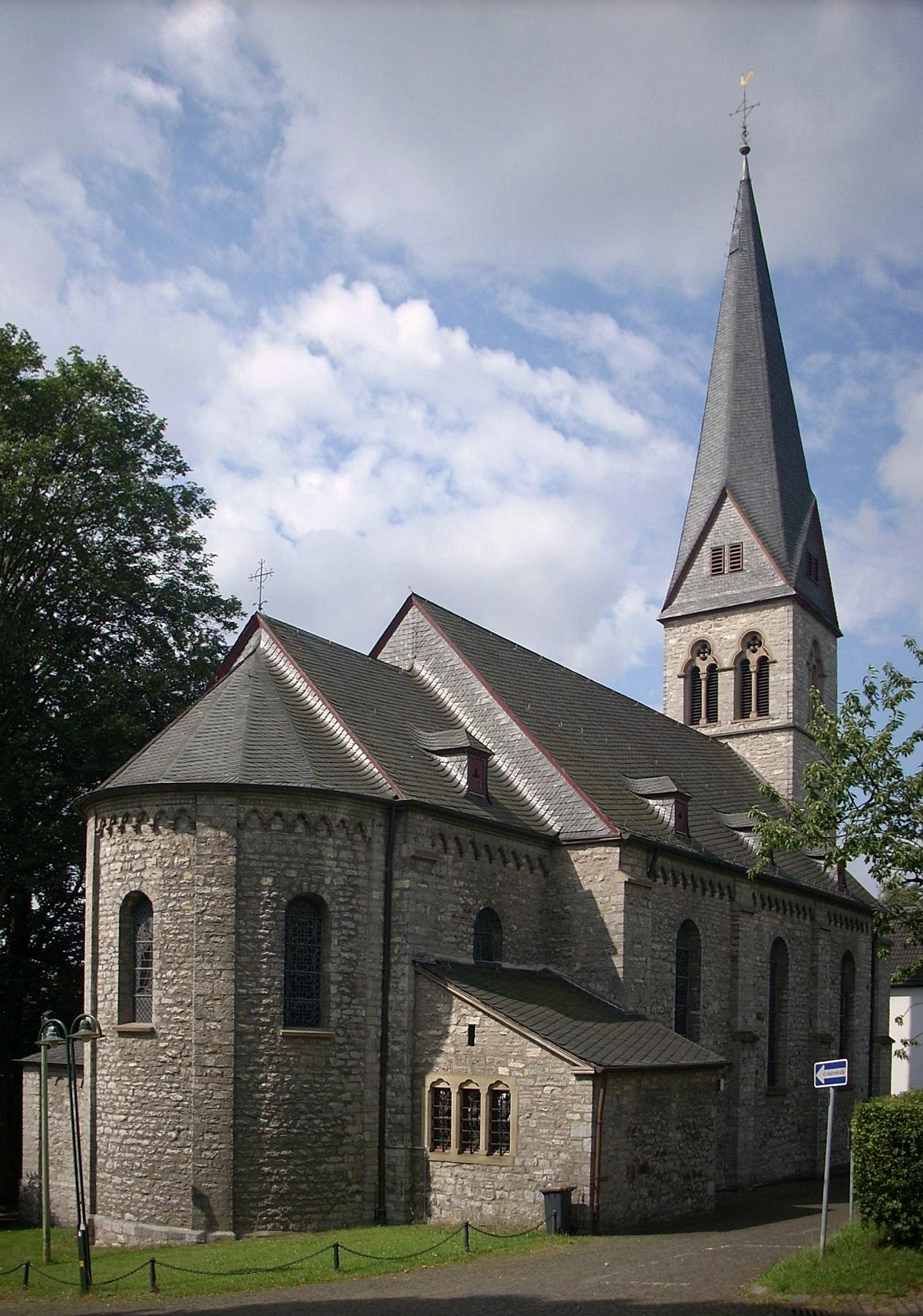
Kath. Kirche St. Nikolaus
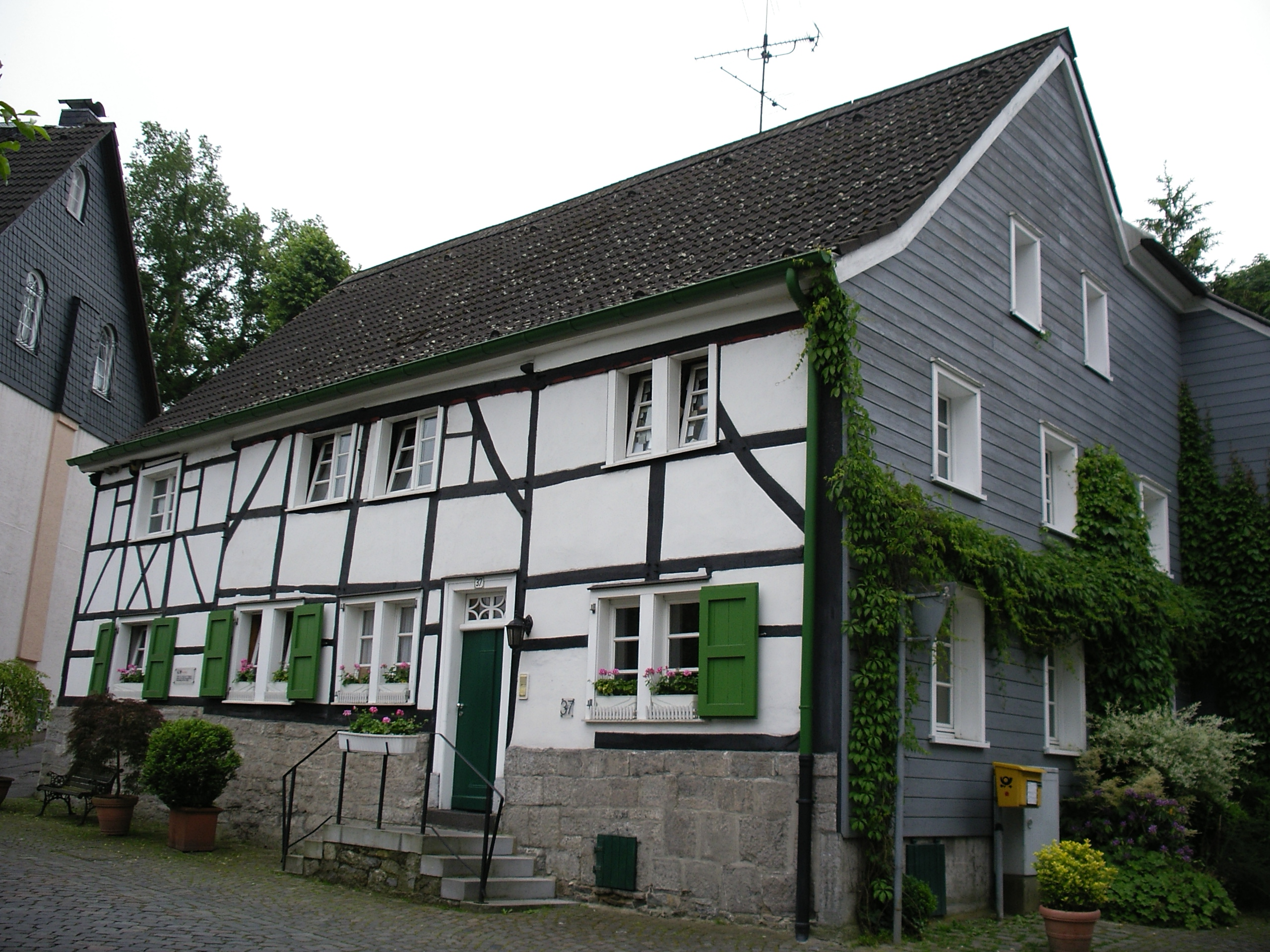
Am Doren – wiedererstanden um 1675
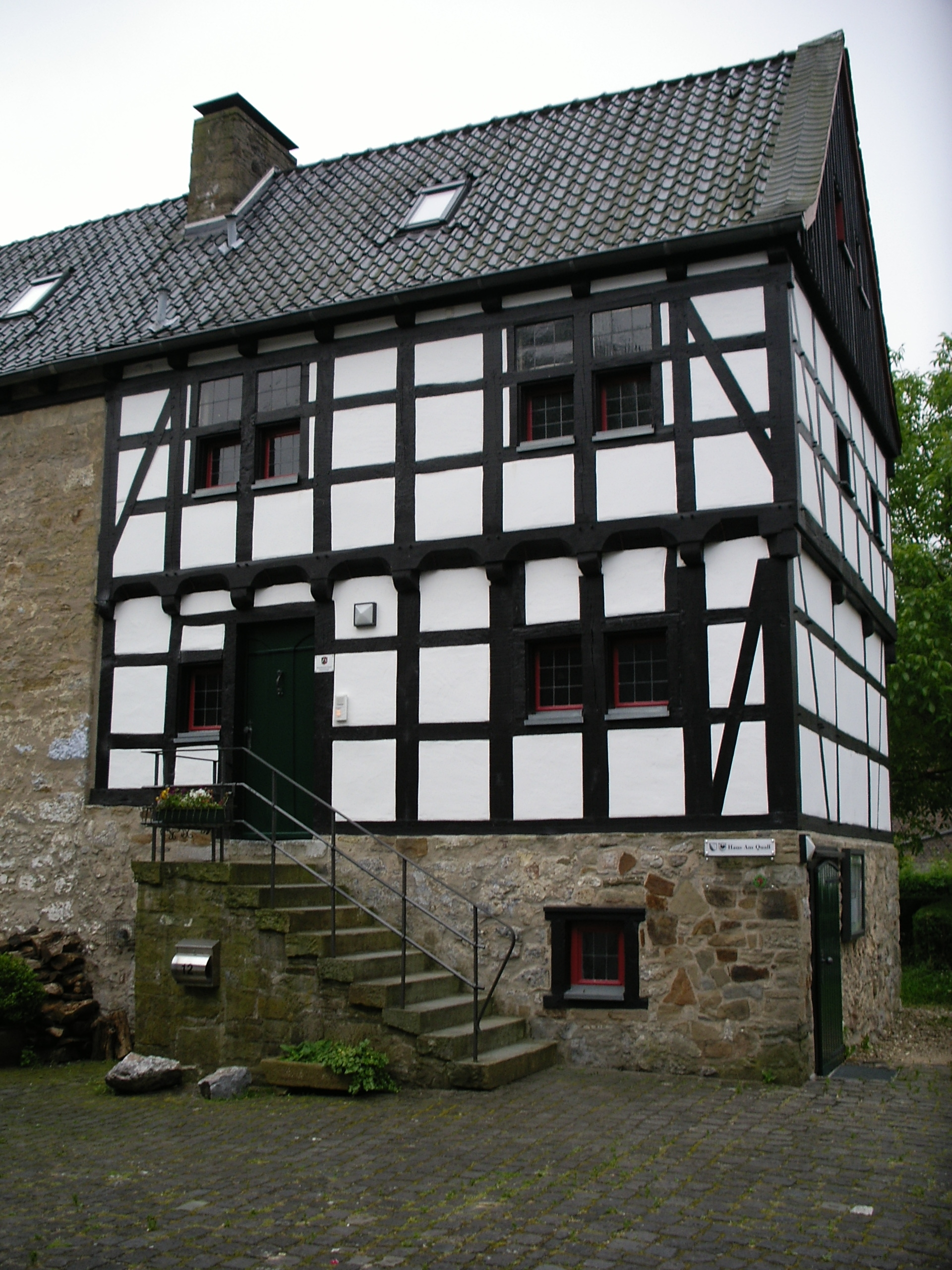
Haus Am Quall – niederbergische Bauernburg
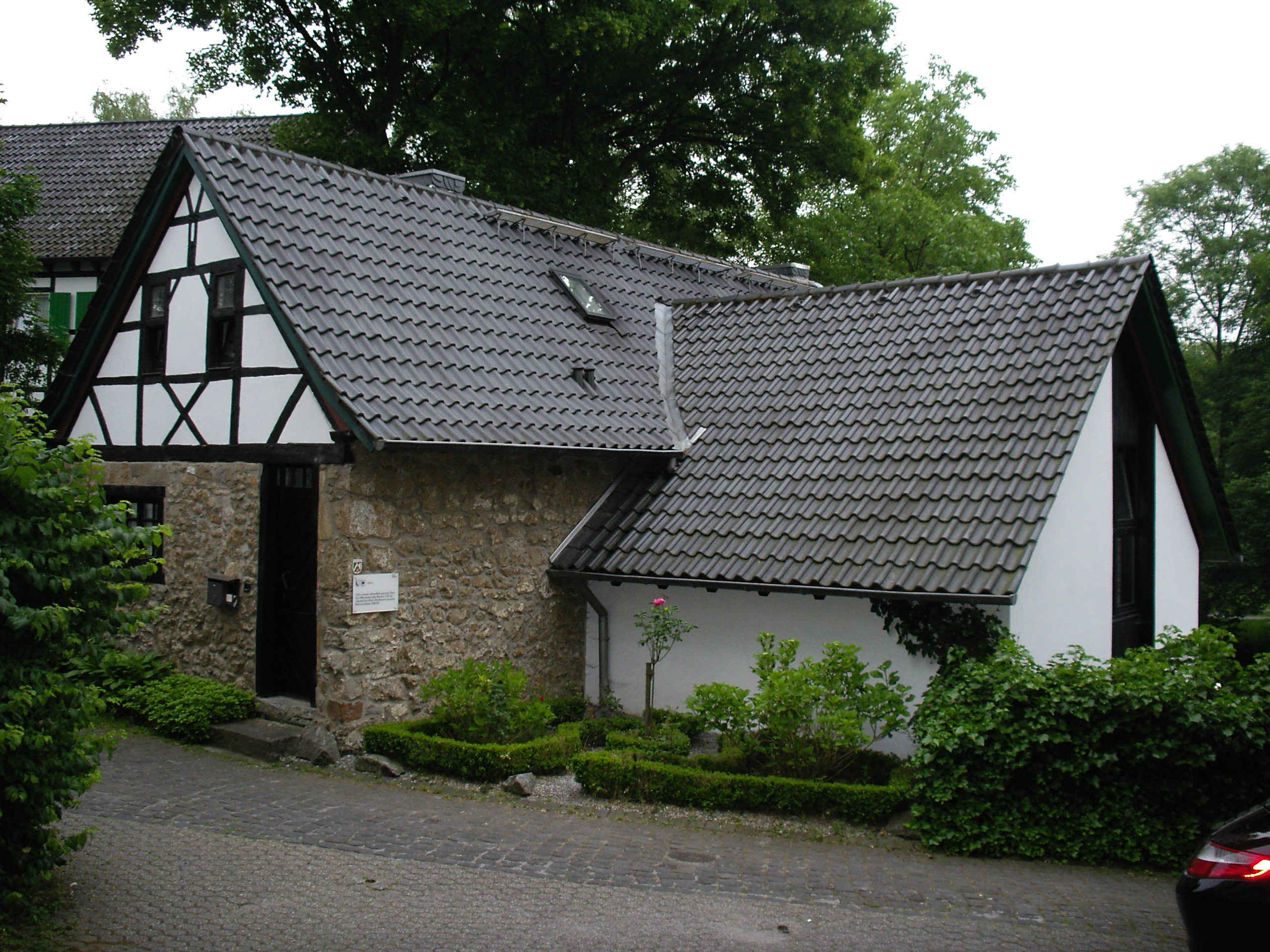
Offers (unter Denkmalschutz) – 1476 erstmals urkundlich erwähnt
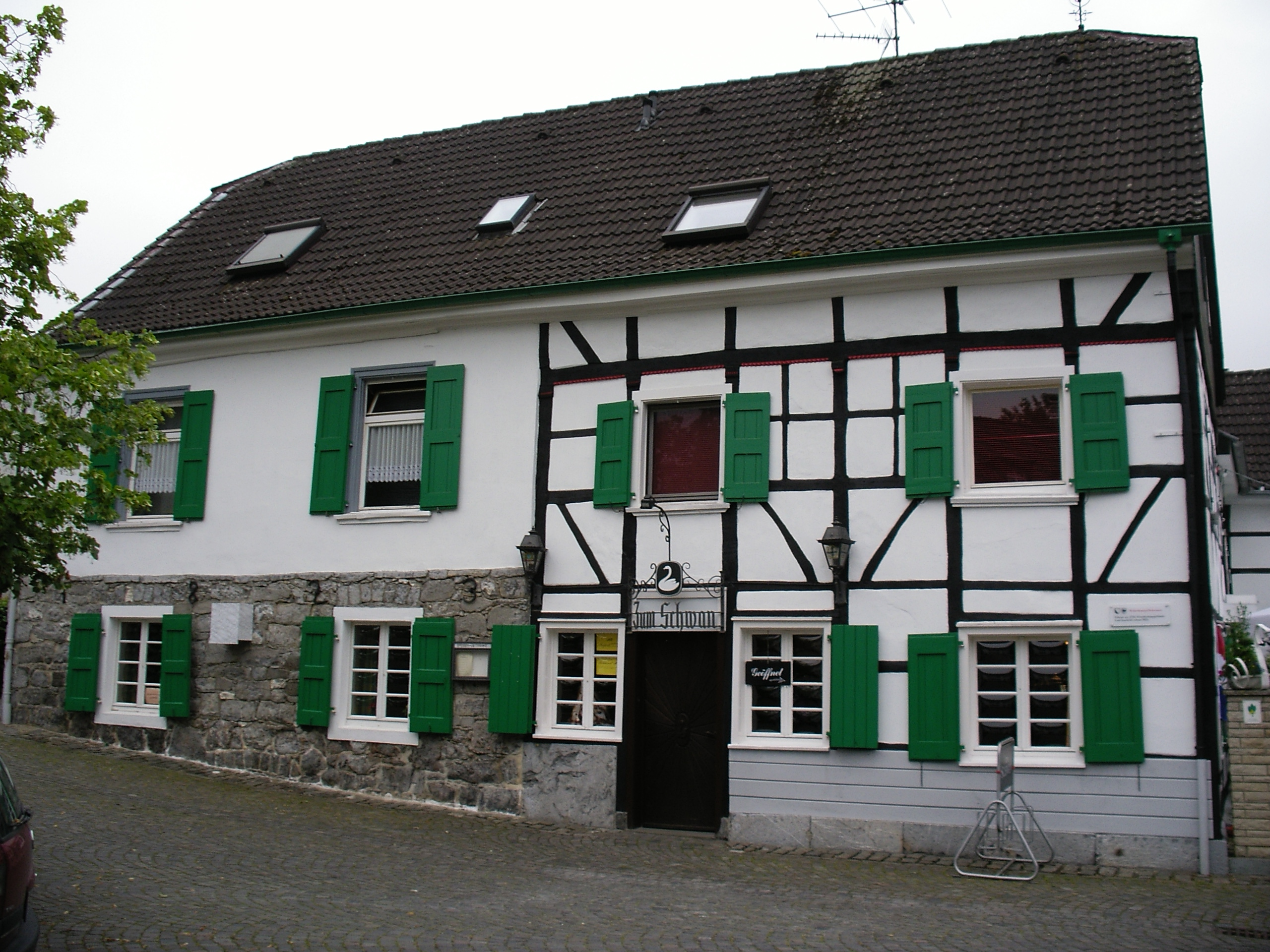
Weberkontor/Schwanen
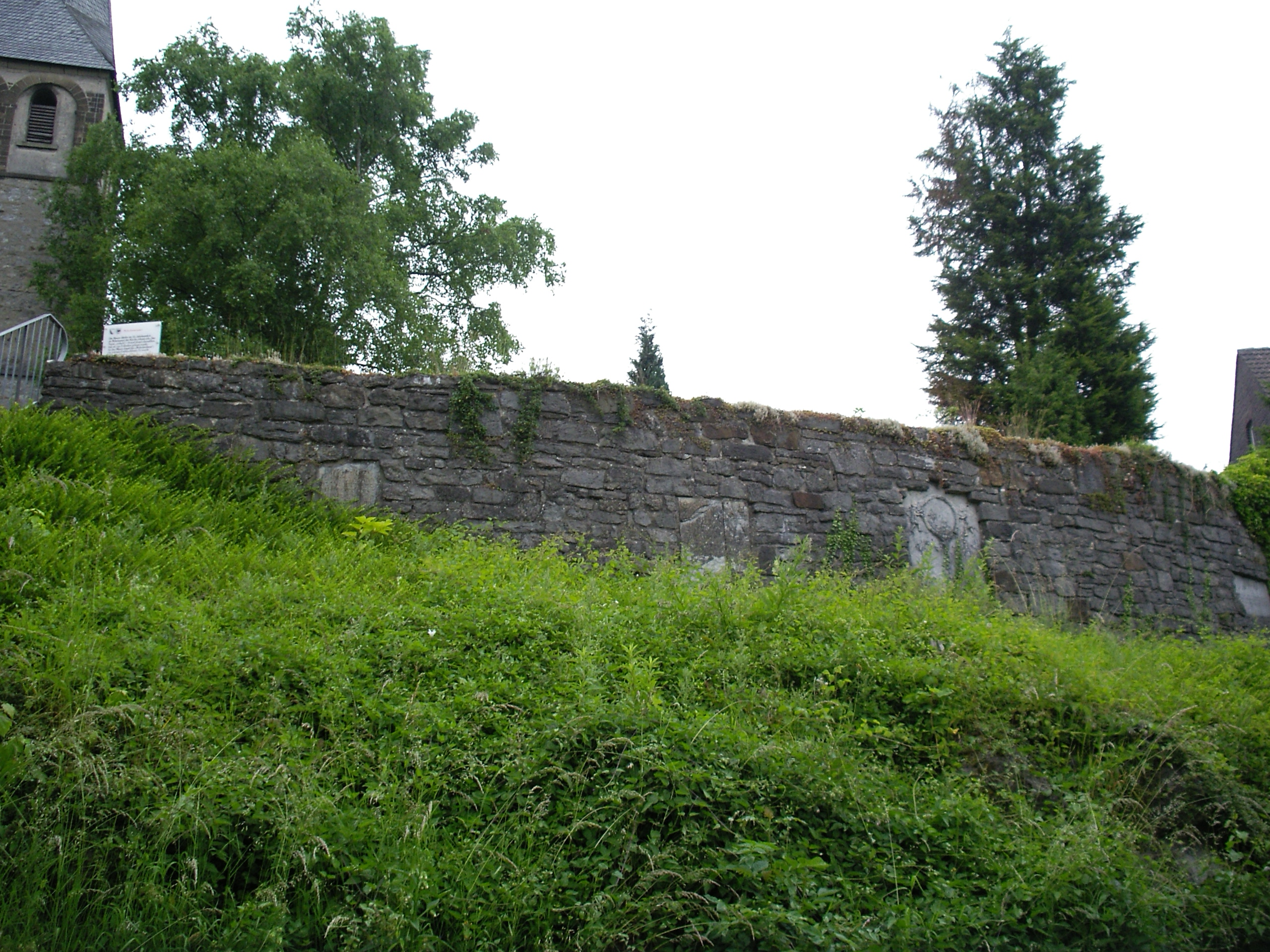
Welschenmauer – erbaut vermutlich im 12. Jahrhundert (welsch = fremd)
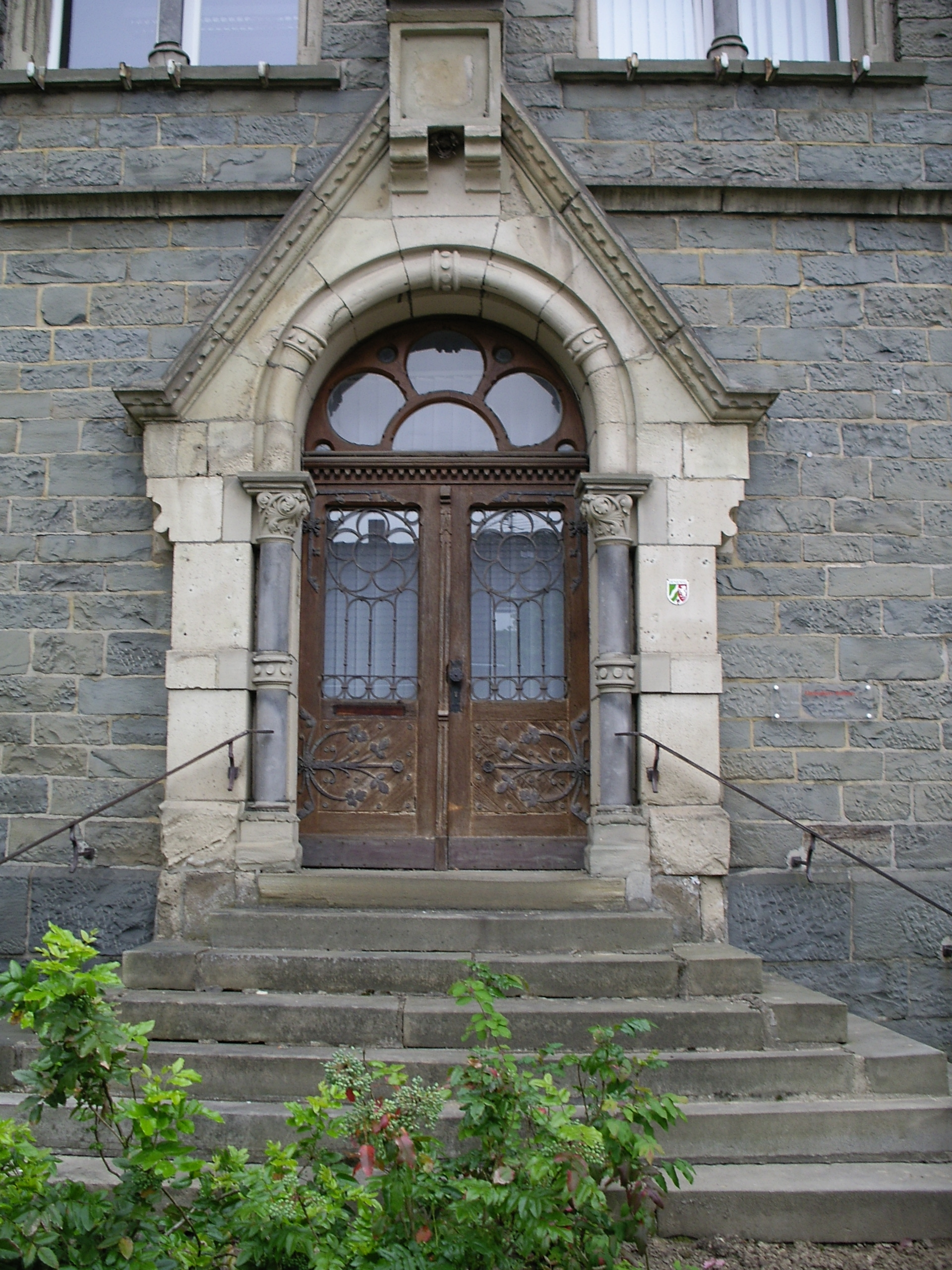
Ehemaliges Rathaus – Eingang
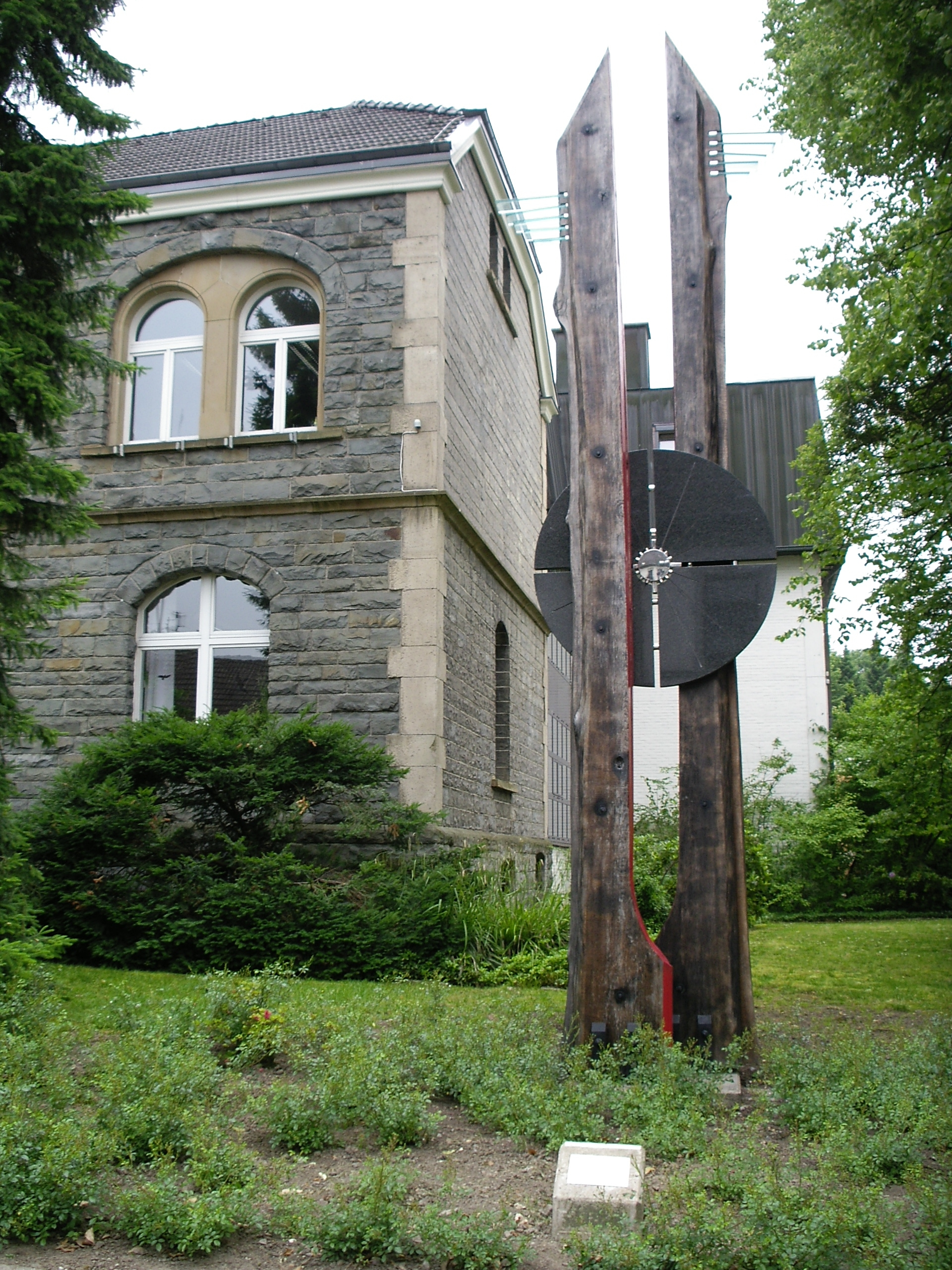
Wiking II von Stanislaw Kowalczyk (2004)

## Dorffest und Vereinsleben
Einmal im Jahr wird im historischen Dorf das traditionelle Dorffest gefeiert, an dem unter anderem die Freiwillige Feuerwehr, das Technische Hilfswerk und die meisten wichtigen Vereine wie zum Beispiel der TSV Gruiten 1884 e. V. oder der Amateurfunkverein teilnehmen. Doch der Hauptteil der teilnehmenden Organisationen widmet sich dem Naturschutz und der Erhaltung der Wälder Gruitens.
Das Vereinsleben in Gruiten ist breit gefächert: Neben dem TSV Gruiten für den Sport sind auch zahlreiche musikalische Vereine vertreten. Der Männergesangverein Gruiten von 1906, der Posaunenchor der ev.-ref. Kirchengemeinde und viele andere sorgen für ein abwechslungsreiches Kulturleben.

## Wichtige Persönlichkeiten
- Prälat Bernhard Marschall (1888–1963), 1934 bis 1962 Pfarrer der kath. Kirchengemeinde, am 1. März 1953 zum Ehrenbürger ernannt
- Paul Kratz (1878–1939), Manager des Steinkohlenbergbaus

## Wirtschaft und Verkehr
In der Nähe des Landschaftsschutzgebietes gibt es das Gewerbegebiet Düsselberg, das sich über die Straßen Leichtmetallstraße, Düsselberger Straße, Thunbuschstraße und Fuhr erstreckt. Dort sind mittelständische Unternehmen ansässig, u. a.:
- Discher Technik GmbH
- Europa-Lehrmittel
- Rockwell Automation
- Fudickar Leichtbau
- Anlagenbau Stampfer

Die Bahnstrecke Düsseldorf–Elberfeld und die Bahnstrecke Haan-Gruiten–Köln-Deutz haben einen gemeinsamen Haltepunkt im Bahnhof Haan-Gruiten. Dort verkehren S-Bahnen der S-Bahn Rhein-Ruhr und Nahverkehrszüge u. a. in die umliegenden Großstädte Düsseldorf, Solingen und Wuppertal. Zudem verkehren die Buslinien O1, 641, 742 u. a. ins Zentrum von Haan sowie zu weiteren Orten im Kreis Mettmann.